# Henning Zeidler
Henning Zeidler (* 4. Januar 1942 in  Berlin) ist ein deutscher Internist und Rheumatologe.  Von 1988 bis 2007 war er Inhaber des Lehrstuhls für Innere Medizin und Rheumatologie an der Medizinischen Hochschule Hannover und Direktor der Abteilung für Rheumatologie.

## Werdegang
Zeidler besuchte das altsprachliche Gymnasium in Bad Kreuznach. Er studierte von 1961 bis 1967 Humanmedizin an der Johannes-Gutenberg-Universität in Mainz, ab 1964 als Stipendiat der Studienstiftung des deutschen Volkes. 1967 promovierte er zum Dr. med. mit einer am Chemisch-Physiologischen Institut der Universität Mainz durchgeführten experimentellen Arbeit.
Als Medizinalassistent arbeitete er 1967 in der chirurgischen und gynäkologischen Abteilung des Städtischen Krankenhauses in Säckingen und 1968 in der Inneren Klinik des Krankenhauses Am Urban in Berlin. Von 1968 bis 1969 war er Assistent in der Rheumaklinik Bad Kreuznach. Von 1969 bis 1971 leistete er seinen Wehrdienst als Stabsarzt in der Artillerieschule in Idar-Oberstein. Von 1971 bis 1982 war er Wissenschaftlicher Assistent und von 1982 bis 1983 Oberarzt in der Abteilung für Krankheiten des Bewegungsapparates und des Stoffwechsels der Medizinischen Hochschule Hannover. 1977 erwarb er dort die Anerkennung als Facharzt für Innere Medizin, 1980 die Zusatzbezeichnung Physikalische Therapie und 1981 die Teilgebietsbezeichnung Rheumatologie zum Fach Innere Medizin. 1978 habilitierte er sich dort für das Fach Innere Medizin.
1983 bis 1988 war Zeidler Professor (C3) für Innere Medizin, insbesondere Rheumatologie, mit Oberarztfunktion in der Abteilung Endokrinologie und Leitung der Abteilung Physikalische Therapie der Medizinischen Fakultät der Universität Düsseldorf. 1988 wurde er als Nachfolger seines akademischen Lehrers Fritz Hartmann Professor (C4) für Innere Medizin und Rheumatologie an der Medizinischen Hochschule Hannover berufen.
Zeidler war von 1989 bis 1990 Präsident der Deutschen Gesellschaft für Rheumatologie, 1992–2001 Mitglied des Komitees „Ausbildung und Weiterbildung“ der Europäischen Liga gegen Rheumatismus (EULAR), 1993–2001 Sprecher des Rheumazentrums Hannover, 1993–2002 Sprecher des geschäftsführenden Ausschusses der Arbeitsgemeinschaft der Regionalen Kooperativen Rheumazentren in der Deutschen Gesellschaft für Rheumatologie, und von 2002 bis 2003 Sprecher der Kompetenznetzwerkes Rheuma.
2003 begründete er mit Peter Petersen das MHH Kunstforum e. V. und organisiert seit 2010 zusammen mit der Patienten Universität der MHH die Vortragsreihe „Große Künstler und ihre Erkrankungen“.
Seine Forschungsschwerpunkte sind Spondyloarthritiden, Chlamydien-reaktive Arthritis, Gesundheitsökonomie rheumatischer Erkrankungen und Erkrankungen großer Künstler.

## Auszeichnungen (Auswahl)
- 1982 Preis der Deutschen Rheuma-Liga[4]
- 1984 Forschungspreis der Deutschen Gesellschaft für Rheumatologie[4]
- 1999 Ehrenmitglied der Österreichischen Gesellschaft für Rheumatologie[7]
- 2003 Dr.-Franziskus-Blondel-Medaille[8]
- 2007 Ehrenmitglied der Deutschen Gesellschaft für Rheumatologie[9]
- 2010 Ehrenmitglied der Ankylosing Spondylitis Assessement Working Group[10]
- 2013 Ehrenmitglied der Deutschen Gesellschaft für Innere Medizin[11]

## Veröffentlichungen (Auswahl)

### Autor
- H. Zeidler, A. P. Hudson: Coinfection of Chlamydiae and other Bacteria in Reactive Arthritis and Spondyloarthritis: Need for Future Research. In: Microorganisms. Band 4, Nr. 3, 24. Aug 2016, S. E30. doi:10.3390/microorganisms4030030. PMC 5039590 (freier Volltext). PMID 27681924.
- H. Zeidler, A. P. Hudson: Causality of Chlamydiae in Arthritis and Spondyloarthritis: a Plea for Increased Translational Research. In: Curr Rheumatol Rep. 18(2), Feb 2016, S. 9. doi:10.1007/s11926-015-0559-3. PMID 26769308.
- J. Zeidler, H. Zeidler, Graf von der Schulenburg JM: Therapie der rheumatoiden Arthritis mit Methotrexat.Analyse von Versorgungsaspekten anhand von GKV-Routinedaten. In: Z Rheumatol. 71(10), Dez 2012, S. 900–907. doi:10.1007/s00393-012-1027-3. PMID 23052404.
- G. Krack, H. Zeidler, J. Zeidler: Claims Data Analysis of Tumor Necrosis Factor Inhibitor Treatment Dosing Among Patients with Rheumatoid Arthritis: A Systematic Review of Methods. In: Drugs Real World Outcomes. 3(3), Sep 2016, S. 265–278. doi:10.1007/s40801-016-0089-y. PMC 5042945 (freier Volltext). PMID 27747836.
- H. Zeidler: Great artists with rheumatoid arthritis. What did their disease and coping teach? Part II. Raoul Dufy and Niki de Saint Phalle. In: J Clin Rheumatol. 18(8), Dez 2012, S. 431–436. doi:10.1097/RHU.0b013e31827bf916. PMID 23211585.
- H. Zeidler: Great artists with rheumatoid arthritis: what did their disease and coping teach? Part I. Pierre-Auguste Renoir and Alexej von Jawlensky. In: J Clin Rheumatol. 18(7), Okt 2012, S. 376–381. doi:10.1097/RHU.0b013e3182741ad3. PMID 23013853.

### Herausgeber
- H. Zeidler (Hrsg.): Rheumatologie. Band 1 und Band 2. Urban & Schwarzenberg, München 1990, DNB 551716010.
- W. Müller, H. Zeidler (Hrsg.): Die klinisch-rheumatologische Untersuchung. 2. Auflage. Springer, Berlin u. a. 1998, ISBN 3-540-63593-9.
- W. Gerok, C. Huber, T. Meinertz, H. Zeidler (Hrsg.): Die innere Medizin. 11., völlig neu bearb. und erw. Auflage. Schattauer, Stuttgart  2007, ISBN 978-3-7945-2222-4.
- H. Zeidler, J. Zacher, F. A. Hiepe (Hrsg.): Interdisziplinäre klinische Rheumatologie. 2., vollst. bearb. und erg. Auflage. Springer, Heidelberg 2008, ISBN 978-3-540-34104-8.
- J. G. Kuipers, H. Zeidler, L. Köhler (Hrsg.): Medal Rheumatologie. Kriterien für die Klassifikation, Diagnose, Aktivität und Prognose rheumatologischer Erkrankungen. 2., überarbeitete und erweiterte Auflage. Wiskom, Friedrichshafen 2015, ISBN 978-3-939581-03-1.
- M. Zeidler, Beat A. Michel (Hrsg.): Differenzialdiagnose rheumatischer Erkrankungen. 5., überarb. Auflage. Springer, Berlin 2018, ISBN 978-3-662-56574-2.